# الیس گابل
الیس گابل (انگلیسی: Elyes Gabel؛ زاده ۸ مهٔ ۱۹۸۳) یک هنرپیشه اهل بریتانیا است. وی از سال ۲۰۰۱ میلادی تاکنون مشغول فعالیت بوده‌است.
او در فیلم به پانچ خوش آمدید بازی کرده‌است.

## سال‌های نخستین
وی در لندن به دنیا آمده است و مدتی در کانادا زندگی کرده است و سپس دوباره به انگلیس بازگشته است.
نَسَب او الجزایزی، اسپانیایی، پرتقالی ، فرانسوی، ایرلندی و آنگلو-هندی است.
الیس در سن ۱۸ سالگی مدرسه را برای فیلمبرداری یک برنامه تلویزیونی در کانادا رها کرد. 

## زندگی شخصی
الیس  با کاترین مک‌فی بازیگر سریال اسکورپیون  حدود دو سال قرار گذاشت.